# 기원전 30세기
기원전 30세기는 기원전 3000년부터 기원전 2901년까지를 말한다.

## 주요 사건
- 누비아에서 가장 오래된 유적이 건설됨.
- 북아프리카에서 초기 농업이 이루어짐.
- 인더스 문명의 하라파 초기 시대.
- 신석기 시대 종료.
- 아메리카 대륙 최초의 도시인 카랄이 건설됨.
- 낙타의 가축화.
- 트로이가 건설됨.
- 아일랜드 타라 언덕에 매장이 집중되는 시기가 있었음.
- 지금의 스톤헨지 자리에 56개의 나무 기둥으로 만들어진 최초의 헨지가 만들어짐.
- 키클라데스 문명의 시작.
- 미노아 문명의 시작.
- 그리스 본토의 청동기 시대 시작.
- 페루 북부에서 노르테 치코 문명 시작.
- 필리핀에서 앙고노 암각화가 새겨짐.
- 세계 최초의 댐 건설과 요르단 자와의 건설.
- 에게 청동기 시대 시작.
- 일본 조몬 시대 중기 시작.
- 이집트 제1왕조의 세메르케트 사망.
- 가장 오래된 피라미드가 카자흐스탄에서 건설됨.

## 발명, 발견, 과학사
- 아메리카 대륙 최초의 도자기가 에콰도르에서 빚어짐.
- 고대 근동의 곡물이 중국으로 전파됨.

## 년대와 년도
| 기원전 3000년대 | 전3009 | 전3008 | 전3007 | 전3006 | 전3005 | 전3004 | 전3003 | 전3002 | 전3001 | 전3000 |
| 기원전 2990년대 | 전2999 | 전2998 | 전2997 | 전2996 | 전2995 | 전2994 | 전2993 | 전2992 | 전2991 | 전2990 |
| 기원전 2980년대 | 전2989 | 전2988 | 전2987 | 전2986 | 전2985 | 전2984 | 전2983 | 전2982 | 전2981 | 전2980 |
| 기원전 2970년대 | 전2979 | 전2978 | 전2977 | 전2976 | 전2975 | 전2974 | 전2973 | 전2972 | 전2971 | 전2970 |
| 기원전 2960년대 | 전2969 | 전2968 | 전2967 | 전2966 | 전2965 | 전2964 | 전2963 | 전2962 | 전2961 | 전2960 |
| 기원전 2950년대 | 전2959 | 전2958 | 전2957 | 전2956 | 전2955 | 전2954 | 전2953 | 전2952 | 전2951 | 전2950 |
| 기원전 2940년대 | 전2949 | 전2948 | 전2947 | 전2946 | 전2945 | 전2944 | 전2943 | 전2942 | 전2941 | 전2940 |
| 기원전 2930년대 | 전2939 | 전2938 | 전2937 | 전2936 | 전2935 | 전2934 | 전2933 | 전2932 | 전2931 | 전2930 |
| 기원전 2920년대 | 전2929 | 전2928 | 전2927 | 전2926 | 전2925 | 전2924 | 전2923 | 전2922 | 전2921 | 전2920 |
| 기원전 2910년대 | 전2919 | 전2918 | 전2917 | 전2916 | 전2915 | 전2914 | 전2913 | 전2912 | 전2911 | 전2910 |
| 기원전 2900년대 | 전2909 | 전2908 | 전2907 | 전2906 | 전2905 | 전2904 | 전2903 | 전2902 | 전2901 | 전2900 |
| 기원전 2890년대 | 전2899 | 전2898 | 전2897 | 전2896 | 전2895 | 전2894 | 전2893 | 전2892 | 전2891 | 전2890 |